# AEW Dynamite
AEW Dynamite est une émission de télévision de catch et de divertissement sportif produite par la All Elite Wrestling. 
Dynamite est le show hebdomadaire principal de la AEW, et se tient tous les mercredis soir sur TBS en direct aux États-Unis. Les commentateurs sont Excalibur, Tony Schiavone et Taz.
En France, le show est diffusé sur Warner TV Next tous les mardis soir à 20h55. Il est commenté par Norbert Feuillan et Alain Mistrangelo.
Dynamite organise mensuellement un épisode spécial, ayant un nom et un thème spécial pour l'occasion.

## Historique

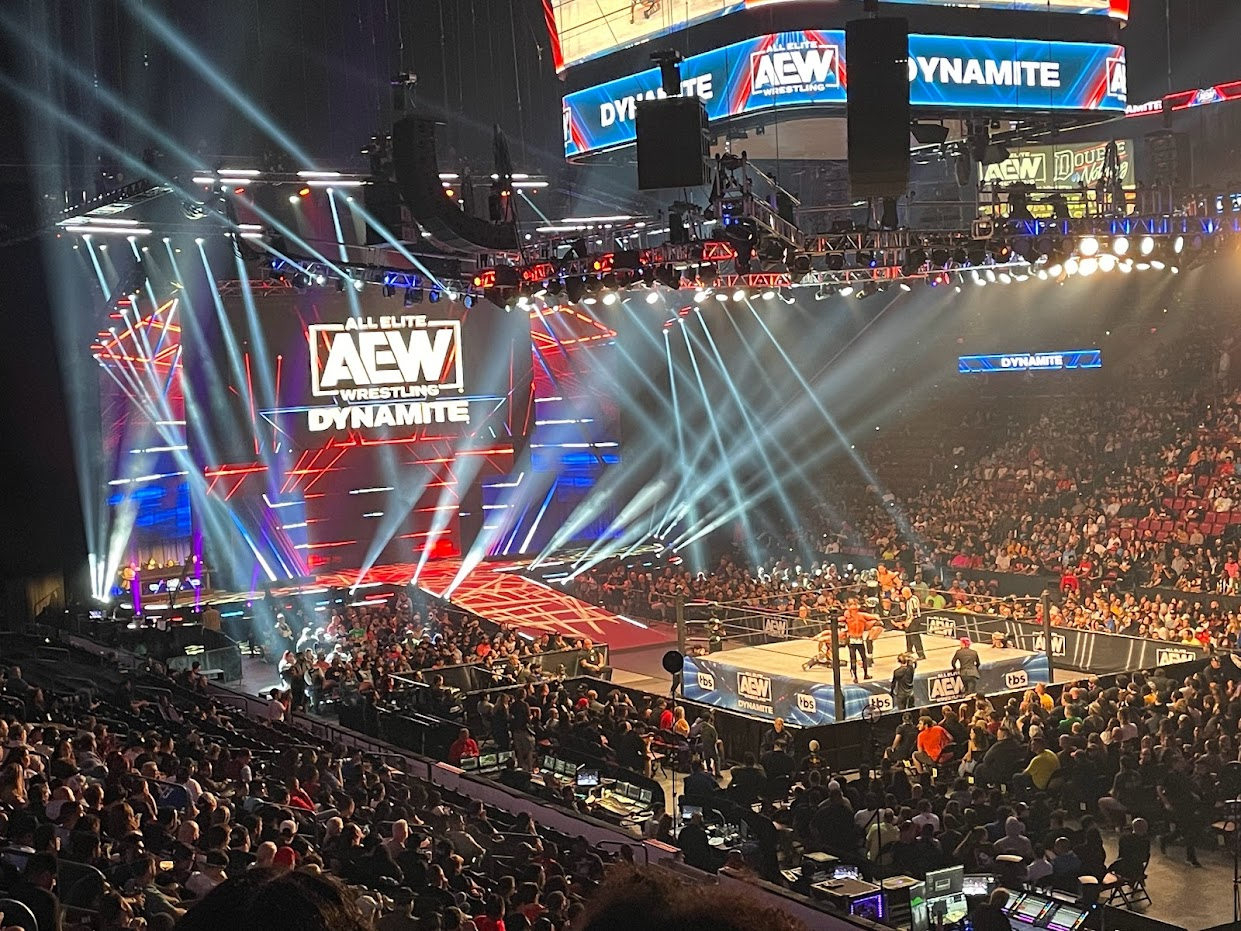
Aew Dynamite en Floride 2023

All Elite Wrestling (AEW) a été lancée en janvier 2019. En plus du dépôt de marques pour le nom de la promotion, plusieurs autres marques ont été déposées à l'époque, dont Tuesday Night Dynamite, vraisemblablement le nom d'une émission de télévision.  En juin 2019, AEW a déposé une marque de commerce supplémentaire pour Wednesday Night Dynamite, ce qui a amené de nombreuses sources à croire que l'émission serait diffusée le mercredi soir sous ce nom. 
Le 15 mai 2019, AEW et WarnerMedia ont annoncé un accord pour une émission hebdomadaire aux heures de grande écoute diffusée en direct sur TNT , l'ancien diffuseur de la World Championship Wrestling (WCW). Ils diffuseraient également des événements en direct et des pay-per-views sur B/R Live aux États-Unis et au Canada.  En avril, le commentateur vétéran Jim Ross a confirmé que le spectacle serait un spectacle hebdomadaire de deux heures.  Pendant l' événement Fight for the Fallen d' AEW, le catcheur, Chris Jericho a révélé que l'émission commencerait à être diffusée en octobre. Le 24 juillet, AEW a annoncé que l'émission serait diffusée le mercredi 2 octobre et serait diffusée depuis la Capital One Arena à Washington, DC ;  le spectacle s'est vendu dans les 3 heures suivant la mise en vente des billets. Le président et chef de la direction d' AEW, Tony Khan, a déclaré qu'ils avaient choisi de diffuser l'émission le mercredi soir au lieu du mardi soir parce que TNT diffuse la National Basketball Association (NBA) le mardi et le jeudi soir, et cela a également empêché la compétition contre le National Football League (NFL) les jeudis soirs, car Khan possède également une franchise NFL. 
En août 2019, la WWE a annoncé qu'elle déplaçait son émission NXT sur le WWE Network et étendait le programme à une diffusion en direct de deux heures dans le même créneau horaire que la prochaine émission d'AEW. NXT a été lancée aux États-Unis le 18 septembre, deux semaines avant les débuts d'AEW sur TNT.  Le 30 août, la veille du pay-per-view d'All Out (2019) , TNT a diffusé une émission spéciale d'une heure intitulée Countdown to All Out,  qui a attiré en moyenne 390 000 téléspectateurs. 
Comme ils l'avaient fait pour chacun de leurs événements à la carte, AEW a lancé une série YouTube "Road to" le 4 septembre intitulée The Road to AEW sur TNT pour créer une anticipation pour la première diffusion de l'émission.  Le 19 septembre 2019, le nom de l'émission a été révélé sous le nom de Dynamite . Une émission de prévisualisation de deux heures intitulée Countdown to All Elite Wrestling: Dynamite a été diffusée le 1er octobre à 20 h HE;  il a attiré en moyenne 631 000 téléspectateurs. 
Le 2 octobre 2019, Dynamite a fait ses débuts sur TNT avec une moyenne de 1,409 million de téléspectateurs, ce qui en a fait le plus grand début télévisé sur TNT au cours des cinq dernières années.  Également le 2 octobre, NXT ferait ses débuts de deux heures sur USA Network (les deux épisodes précédents présentaient la première heure sur USA avec la deuxième heure sur WWE Network), et ils comptaient en moyenne 891 000 téléspectateurs. Dynamite a battu NXT dans viewership et a plus que doublé ses concurrents dans les adultes clés 18-49 démographiques, marquant 878.000 téléspectateurs par rapport à NXT ' s 414000. Cela marquerait aussi le début de la « Mercredi Night Wars ». Avant et après l'épisode, des matchs sombres ont été filmés pour être diffusés sur l'émission YouTube d'AEW intitulée Dark , qui a commencé à être diffusée le mardi suivant (sauf avant les événements à la carte, où les épisodes sont diffusés le vendredi).  Malgré les tentatives initiales d'AEW pour éviter les conflits avec les matchs de la NBA, AEW a dû exécuter Dynamite les jeudis et même un samedi, en raison des éliminatoires de la NBA .  Dynamite est la première émission de catch à être diffusée sur TNT depuis le dernier épisode de WCW Monday Nitro le 26 mars 2001.
En raison de la pandémie de COVID-19 qui a commencé en mars 2020, qui a entraîné des restrictions pour les événements en direct dans le monde, AEW a organisé des spectacles dans des arènes vides du 18 au 25 mars et à nouveau du 6 mai au 19 août de Daily's Place à Jacksonville, en Floride , et a enregistré six semaines d'émissions du 31 mars au 2 avril de One Fall Power Factory à Norcross, en Géorgie , le centre de formation d'AEW . Au cours de ces diffusions, AEW a utilisé ses employés et d'autres talents du ring pour servir d'audience en direct pour les matchs lorsqu'ils n'étaient pas impliqués dans des matchs ou d'autres segments à l'antenne. AEW a ensuite commencé à autoriser davantage de familles et d'amis du personnel essentiel à y assister, et le 27 août 2020 (déplacé à jeudi en raison des éliminatoires de la NBA), AEW a repris le public en direct de Daily's Place, mais à une capacité limitée de 10 à 15% de le lieu.  Pendant la pandémie, afin de permettre plus de temps libre, AEW a souvent enregistré deux semaines de spectacles en deux jours (en direct mercredi, puis un enregistrement jeudi), ce qui a permis aux lutteurs une semaine de congé. Cette procédure a également permis à AEW de pré-enregistrer à l'avance les émissions de Thanksgiving et de Noël en utilisant le format.  AEW a ensuite commencé à diffuser des émissions à pleine capacité de Daily's Place en mai 2021. Également en mai, AEW a annoncé qu'ils reviendraient aux tournées en direct, en commençant par un épisode spécial de Dynamite intitulé Road Rager le 7 juillet, devenant à son tour la première grande promotion de lutte professionnelle à reprendre les tournées en direct pendant la pandémie.  Road Rager était également le premier d'une période de quatre semaines d' épisodes spéciaux de Dynamite appelés la tournée "Welcome Back", qui s'est poursuivie avec le Fyter Fest en deux parties les 14 et 21 juillet et s'est terminée avec Fight for the Fallen en juillet 28. 
En réponse à la conclusion d'un accord par Turner avec la LNH et en prévision de la diffusion des matchs de TNT les mercredis soirs, en mai 2021, il a été annoncé que Dynamite passerait à la chaîne sœur de TNT, TBS , également détenue par WarnerMedia, en janvier 2022, qui verra le retour de la programmation de lutte professionnelle sur TBS après l'annulation de WCW Thunder qui a été diffusé pour la dernière fois le 21 mars 2001. De plus, il a également été annoncé qu'AEW commencerait à diffuser une troisième heure de télévision en tant que nouvelle émission hebdomadaire intitulée Rampage , à partir de 13 août 2021 sur TNT, qui passerait également à TBS avec Dynamite en janvier 2022. Cependant, le 23 septembre 2021, AEW a annoncé que seul Dynamite passerait à TBS, à partir du 5 janvier 2022, tandis que Rampage resterait sur TNT, qui sera diffusé le vendredi à 22 h HE.  WarnerMedia avait demandé à Khan s'il préférait étendre Dynamite à trois heures, mais il a rejeté l'idée, déclarant qu'il ne voulait pas diffuser Dynamite pendant cette durée car il voulait vraiment cette troisième heure comme une émission distincte une nuit différente. . Il a également affirmé que Rampage ne serait pas un spectacle secondaire à Dynamite , et qu'il serait son partenaire ou son équivalent. Il a ajouté que Dynamite et Rampageseraient les show principales d'AEW, tandis que leurs émissions YouTube, Dark and Elevation , seraient les show secondaire, essentiellement leurs émissions de développement pour le reste du roster.
Le show réalise sa plus forte fréquentation lors de Grand Slam ou plus 20 000 spectateurs étaient réunis au Arthur Ashe Stadium pour notamment voir la rencontre entre Kenny Omega face à Bryan Danielson dans un match à temps limite spécial où il pouvait durer 30 minutes maximum.
Le mercredi 6 octobre. Dynamite fête ses 2 ans et organise pour le main event, un Casino ladder Royal où le gagnent, Adam Page reçoit une chance pour affronter Kenny Omega, le champion du Monde à se moment là.

## Production

### Commentateurs
| Commentateur                                         | Dates |
| ---------------------------------------------------- | --- |
| Jim Ross, Tony Schiavone et Excalibur                | 2 octobre 2019 – 22 juin 2022 |
| Jim Ross et Excalibur                                | 27 novembre 2019 |
| Jim Ross, Excalibur et Taz                           | 1er janvier 2020 26 février 2020 (2e heure) 18 mars 2020 15 juillet 2020 (1re heure) 30 septembre 2020 6 juillet 2022 – 3 août 2022 (2e heure) |
| Tony Schiavone, Cody et Kenny Omega                  | 25 mars 2020 |
| Tony Schiavone et Cody                               | 1er avril 2020 (1re heure) |
| Tony Schiavone et Colt Cabana                        | 1er avril 2020 (2e heure) |
| Tony Schiavone et Chris Jericho                      | 8 avril 2020 – 29 avril 2020 |
| Jim Ross, Tony Schiavone, Excalibur et Chris Jericho | 10 juin 2020 (1re heure) 1er juillet 2020 22 septembre 2020 4 novembre 2020 30 décembre 2020 – 6 janvier 2021 30 juin 2021                     |
| Jim Ross, Excalibur et Chris Jericho                 | 15 juillet 2020 (2e heure) |
| Jim Ross, Tony Schiavone et Taz                      | 29 juillet 2020 – 22 août 2020 8 septembre 2021                                                                                                |
| Jim Ross, Tony Schiavone et Chris Jericho            | 27 août 2020 |
| Jim Ross, Tony Schiavone, Excalibur et CM Punk       | 15 septembre 2021 (1re heure) 29 septembre 2021                                                                                                |
| Tony Schiavone, Excalibur et Taz                     | 8 décembre 2021 – 22 décembre 2021 29 juin 2022 – 3 août 2022 (1re heure) 7 septembre 2022 – présent                                           |
| Jim Ross, Excalibur, Taz et William Regal            | 29 juin 2022 (2e heure) |
| Jim Ross, Excalibur, Tony Schiavone et Taz           | 27 juillet 2022 10 août 2022 – 31 août 2022 |
| Excalibur et Taz                                     | 27 septembre 2023 |
| Excalibur, Taz et Jim Ross                           | 20 décembre 2023 |
| Excalibur, Taz et Ian Riccaboni                      | 17 janvier 2024 |
| Excalibur, Tony Schiavone et Don Callis              | 8 mai 2024 |
| Excalibur, Tony Schiavone et Nigel McGuinness        | 10 juillet 2024 |

### Annonceurs de ring
| Annonceurs de ring | période                                       | Notes |
| ------------------ | --------------------------------------------- | ----- |
| Justin Roberts     | 2 octobre 2019 - présent                      |       |
| Dasha Gonzalez     | 27 novembre 2019 1er Avril 2020 - 3 Juin 2020 |       |
| Brandi Rhodes      | Du 18 au 25 Mars 2020                         |       |

## Épisodes spéciaux
| Épisodes spéciaux                                | Date              | Lieu du show                     | Classement 18/49 cible commercial | Audience en million de téléspectateurs | Notes et faits marquants |
| ------------------------------------------------ | ----------------- | -------------------------------- | --------------------------------- | -------------------------------------- | --- |
| Première Episode                                 | 2 octobre 2019    | Washington DC                    | 0,68                              | 1.409                                  | Première émission de catch à être diffusée sur TNT depuis le dernier épisode de WCW Monday Nitro le 26 mars 2001 . - Apparitions spéciales de Kevin Smith et Jason Mewes - Débuts de Jake Hager - Riho bat Nyla Rose pour être la première championne féminine de la AEW |
| Épisode d'Halloween                              | 30 octobre 2019   | Charleston, Virginie-Occidentale | 0,33                              | 0,759                                  | Épisode sur le thème de Rick et Morty . - Apparition spéciale de The Rock 'n' Roll Express - SoCal Uncensored (Frankie Kazarian et Scorpio Sky) contre Lucha Brothers (Pentagón Jr. et Rey Fénix) lors de la finale du tournoi inaugural du AEW World Tag Team Championship |
| Épisode de Thanksgiving                          | 27 novembre 2019  | Hoffman Estates, Illinois        | 0,26                              | 0,663                                  | En vedette la célébration de remerciement de Thanksgiving de Chris Jericho pour Le Champion. - Apparitions spéciales de Soul Train Jones , Ted Irvine et Diamond Dallas Page - Chris Jericho (c) contre Scorpio Sky pour le AEW World Championship |
| Homecoming Edition                               | 1er janvier 2020  | Jacksonville, Floride            | 0,36                              | 0,967                                  | Épisode spécial du Nouvel An. Tous les épisodes de Dynamite (à l'exception des épisodes tournés pendant la pandémie du covid de 14 mois) de Daily's Place sont appelés épisodes "Homecoming". - Commentaire couleur par Taz - Riho (c) contre Britt Baker contre Hikaru Shida contre Nyla Rose pour le championnat féminin de la AEW |
| Anniversary Edition                              | 8 janvier 2020    | Southaven, Mississippi           | 0,36                              | 0,947                                  | Célèbre le premier anniversaire de la fédération et de leur conférence de presse inaugurale. - Hommage aux légendes du catch de Memphis : Jimmy Valiant, Brian Christopher, Dave Brown, Lance Russell, Austin Idol, Doug Gilbert, Tommy Gilbert, Eddie Gilbert, The Rock 'n' Roll Express, Lanny Poffo, Angelo Poffo et Randy Savage . - Apparitions spéciales de Diamond Dallas Page et Zach Myers - Riho (c) contre Kris Statlander pour le championnat féminin de la AEW |
| Bash at the Beach                                | 15 janvier 2020   | Coral Gables, Floride            | 0,38                              | 0,940                                  | La première partie d'un épisode spécial de deux semaines. - Diffusé à la mémoire de Rocky Johnson . - Le retour sur le ring de Diamond Dallas Page |
| Bash at the Beach                                | 22 janvier 2020   | Nassau, Bahamas                  | 0,35                              | 0,871                                  | Enregistré le 21 janvier 2020 à bord du Norwegian Pearl dans le cadre du Rock 'N' Wrestling Rager at Sea de Chris Jericho . - SoCal Uncensored (Frankie Kazarian et Scorpio Sky) (c) contre Kenny Omega et Adam Page pour le AEW World Tag Team Championship |
| Fyter Fest                                       | 1er juillet 2020  | Jacksonville, Floride            | 0,29                              | 0,742                                  | Deuxième événement annuel du Fyter Fest et première partie d'un épisode spécial de deux semaines. - Hikaru Shida (c) contre Penelope Ford pour le championnat du monde féminin AEW - Cody Rhodes (c) contre Jake Hager pour le AEW TNT Championship - Kenny Omega et Adam Page (c) contre Best Friends (Chuck Taylor et Trent) pour le AEW World Tag Team Championship |
| Fyter Fest                                       | 8 juillet 2020    | Jacksonville, Floride            | 0,28                              | 0,715                                  | Enregistré le 2 juillet 2020. - Taz a réintroduit le championnat FTW et l'a décerné à Brian Cage - Kenny Omega et Adam Page(c) contre Private Party (Isiah Kassidy et Marq Quen) pour le AEW World Tag Team Championship |
| Fight for the Fallen                             | 15 juillet 2020   | Jacksonville, Floride            | 0,29                              | 0,788                                  | Deuxième événement annuel Fight for the Fallen . - Cody Rhodes (c) contre Sonny Kiss pour le AEW TNT Championship - Jon Moxley (c) contre Brian Cage pour le AEW World Championship |
| Tag Team Appreciation Nigh                       | 12 août 2020      | Jacksonville, Floride            | 0,32                              | 0,792                                  | Animé par FTR (Cash Wheeler et Dax Harwood) . - Apparitions spéciales d' Arn Anderson et Tully Blanchard et The Rock 'n' Roll Express - Débuts de Mike Chioda - Cody Rhodes (c) contre Scorpio Sky pour le AEW TNT Championship - Kenny Omega et Adam Page (c) contre Jurassic Express (Jungle Boy et Luchasaurus) pour le AEW World Tag Team Championship |
| Saturday Night Dynamite                          | 22 août 2020      | Jacksonville, Floride            | 0,31                              | 0,755                                  | Enregistré le 13 août 2020. Diffusion samedi de Dynamite (en raison des éliminatoires de la NBA 2020 ). Premier show de catch professionnel du samedi soir sur un réseau Turner depuis la fin de WCW Saturday Night en 2000. - Diamante et Ivelisse contre The Nightmare Sisters ( Allie et Brandi Rhodes ) dans le tournoi AEW Women's Tag Team Cup: La finale du tournoi Deadly Draw - Cody Rhodes (c) contre Brodie Lee pour le AEW TNT Championship |
| Thursday Night Dynamite                          | 27 août 2020      | Jacksonville, Floride            | 0,29                              | 0,813                                  | Jeudi diffusion de Dynamite (en raison des éliminatoires de la NBA 2020 ). Premier événement en direct AEW avec des fans qui ont payés leurs places depuis le 11 mars 2020. - Commentateur invité : Chris Jericho |
| Late Night Dynamite                              | 22 septembre 2020 | Jacksonville, Floride            | 0,26                              | 0,585                                  | Enregistré le 10 septembre 2020. Diffusion mardi de Dynamite . Épisode spécial d'une heure. - Commentateur invité : Chris Jericho |
| Célébration du 30e anniversaire de Chris Jericho | 7 octobre 2020    | Jacksonville, Floride            | 0,31                              | 0,753                                  | Célébration du 30e anniversaire des débuts de Chris Jericho dans la lutte professionnelle . - Apparitions spéciales de Slash , Dennis Miller , Hiroshi Tanahashi , Ted Irvine , Bully Ray , Shaquille O'Neal , Gene Simmons , Don Callis , Lars Ulrich , Diamond Dallas Page , Lance Storm , Kevin Smith , Eli Roth , Gabriel Iglesias , Chavo Guerrero Jr. , Steel Panther , Ultimo Dragon , Paul Stanley et Greg Valentine . - Brian Cage (c) contre Will Hobbs pour le championnat FTW - FTR (Cash Wheeler et Dax Harwood) (c) contre The Hybrid 2 (Angelico et Jack Evans ) pour le AEW World Tag Team Championship - Brodie Lee (c) contre Cody Rhodes dans un match de collier de chien pour le AEW TNT Championship (C'était le dernier match de Lee ; il est décédé le 26 décembre 2020.) |
| Anniversary Show                                 | 14 octobre 2020   | Jacksonville, Floride            | 0,30                              | 0,826                                  | Célébré le premier anniversaire de Dynamite . - FTR (Cash Wheeler et Dax Harwood) (c) contre Best Friends (Chuck Taylor et Trent) pour le AEW World Tag Team Championship - Cody (c) contre Orange Cassidy pour le AEW TNT Championship - Hikaru Shida (c) contre Big Swole pour le championnat féminin de la AEW - Jon Moxley (c) contre Lance Archer dans un match sans disqualification pour le AEW World Championship |
| Winter Is Coming                                 | 2 décembre 2020   | Jacksonville, Floride            | 0,42                              | 0,913                                  | Entente entre Impact Wrestling (ex TNA) et la AEW. - Les débuts de Sting - Bataille royale pour la bague en diamant AEW Dynamite - Jon Moxley (c) contre Kenny Omega pour le AEW World Championship |
| Holiday Bash                                     | 23 décembre 2020  | Jacksonville, Floride            | 0,32                              | 0,775                                  | Enregistré le 17 décembre 2020. Épisode spécial Noël . - The Young Bucks (c) ( Matt Jackson et Nick Jackson ) contre The Acclaimed ( Anthony Bowens et Max Caster ) pour le AEW World Tag Team Championship |
| Brodie Lee Celebration of Life                   | 30 décembre 2020  | Jacksonville, Floride            | 0,40                              | 0,977                                  | À la mémoire de Brodie Lee , décédé le 26 décembre 2020. Segments en vedette avec d'autres artistes rendant hommage à Lee, et matchs honorant Lee et sa faction The Dark Order . - Commentateur invité: Chris Jericho - Apparition spéciale d' Erick Rowan |
| New Year's Smash                                 | 6 janvier 2021    | Jacksonville, Floride            | 0,25                              | 0,662                                  | La première partie d'un épisode spécial du Nouvel An de deux semaines . - Apparition spéciale de Snoop Dogg - Débuts de The Good Brothers d' Impact Wrestling ( Luke Gallows et Karl Anderson ) - Commentaire invité par Chris Jericho - Hikaru Shida (c) contre Abadon pour le championnat féminin de la AEW - Kenny Omega (c) contre Rey Fenix pour le AEW World Championship |
| New Year's Smash                                 | 13 janvier 2021   | Jacksonville, Floride            | 0,30                              | 0,762                                  | Enregistré le 7 janvier 2021. - Serena Deeb (c) contre Tay Conti pour le championnat du monde féminin NWA - Darby Allin (c) contre Brian Cage pour le AEW TNT Championship |
| Beach Break                                      | 3 février 2021    | Jacksonville, Floride            | 0,32                              |                                        | En vedette le mariage de Kip Sabian et Penelope Ford . - Debut de Kenta de la New Japan Pro-Wrestling - Kenny Omega et The Good Brothers ( Luke Gallows et Karl Anderson ) contre Jon Moxley et Death Triangle ( Pac et Rey Fenix ) |
| The Crossroads                                   | 3 mars 2021       | Jacksonville, Floride            | 0,33                              | 0,934                                  | Apparitions spéciales de Conrad Thompson , Eric Bischoff , Atsushi Onita et JJ Dillon . - Débuts de Paul Wight - Shaquille O'Neal et Jade Cargill contre Cody Rhodes et Red Velvet - Retour sur le ring de Tully Blanchard et retour de Shawn Spears - Ryo Mizunami contre Nyla Rose lors de la finale du tournoi championnat féminin de la AEW |
| St. Patrick's Day Slam                           | 17 mars 2021      | Jacksonville, Floride            | 0,28                              | 0,768                                  | Enregistré le 11 mars 2021. Épisode spécial de la Saint-Patrick. Présenté le premier match de l'événement principal féminin Dynamite . - Tully Blanchard et MJF ont présenté The Pinnacle - Dr. Britt Baker, DMD contre Thunder Rosa dans un match Lights Out non autorisé |
| Blood and Guts                                   | 5 mai 2021        | Jacksonville, Floride            | 0,42                              | 1,090                                  | Présenté le tout premier match Blood and Guts . C'était la première fois que Dynamite se classait n°1 sur le câble dans le segment démographique clé des 18 à 49 ans . - The Pinnacle contre The Inner Circle dans un match Blood and Guts |
| Friday Night Dynamite                            | 28 mai 2021       | Jacksonville, Floride            | 0,20                              |                                        | Diffusion vendredi de Dynamite (en raison des éliminatoires de la NBA 2021 ). Go-home show pour Double or Nothing . - Apparition spéciale d' Eric Bischoff - Nouvelle ceinture du championnat féminin de la AEW décernée à Hikaru Shida - Miro (c) contre Dante Martin pour le AEW TNT Championship |
| Friday Night Dynamite                            | 4 juin 2021       | Jacksonville, Floride            | 0,19                              | 0,462                                  | Diffusion vendredi de Dynamite (en raison des éliminatoires de la NBA 2021 ). - Débuts de Andrade El Idolo |
| Friday Night Dynamite                            | 11 juin 2021      | Jacksonville, Floride            | 0,19                              | 0,487                                  | Enregistré le 5 juin 2021. Diffusion vendredi de Dynamite (en raison des éliminatoires de la NBA 2021 ). - Miro (c) contre Evil Uno pour le AEW TNT Championship |
| Friday Night Dynamite                            | 18 juin 2021      | Jacksonville, Floride            | 0,20                              | 0,552                                  | Enregistré le 6 juin 2021. Diffusion vendredi de Dynamite (en raison de la couverture TNT des éliminatoires de la NBA 2021 ). - Débuts de Brock Anderson - Jake Hager contre Wardlow dans un combat en cage avec les règles des Arts martiaux mixtes |
| Saturday Night Dynamite                          | 26 juin 2021      | Jacksonville, Floride            | 0,21                              | 0,871                                  | Diffusion samedi de Dynamite (en raison des éliminatoires de la NBA 2021 ). - Apparition spéciale de Konnan - Kenny Omega (c) contre Jungle Boy pour le AEW World Championship |
| Fan Appreciation Night                           | 30 juin 2021      | Jacksonville, Floride            | 0,35                              |                                        | Le retour de Dynamite aux mercredis soirs ; L'événement a été appelé « Fan Appreciation Night » pour les participants sur place et « Wednesday Night Dynamite » pour les téléspectateurs. Était le dernier show de catch depuis Jacksonville, en Floride, pendant la résidence COVID-19 de 14 mois. - Commentaire par Chris Jericho - Le retour de Vickie Guerrero sur le ring - Miro (c) contre Brian Pillman, Jr. pour le championnat AEW TNT - Package vidéo spécial mettant en vedette "Celebrate" de Dirty Heads mettant en évidence le temps d'AEW dans Daily's Place |
| Road Rager                                       | 7 juillet 2021    | Miami, Floride                   | 0,33                              |                                        | Le premier événement de tournée en direct d'AEW depuis le début de la pandémie de COVID-19 . - Apparitions spéciales de Dan Lambert, Jorge Masvidal et Amanda Nunes de l' American Top Team - Débuts de Malakai Black - Les Young Bucks contre Penta El Zero Miedo et Eddie Kingston dans un Street Fight Match pour le AEW World Tag Team Championship |
| Fyter Fest                                       | 14 juillet 2021   | Cedar Park, Texas                | 0,40                              | 1,025                                  | Troisième événement annuel du Fyter Fest et première partie d'un épisode spécial de deux semaines. Présenté le tout premier match Coffin d' AEW . - Jon Moxley (c) contre Karl Anderson pour le IWGP United States Heavyweight Championship - Brian Cage (c) contre Ricky Starks pour le championnat FTW - Darby Allin contre Ethan Page dans un match Coffin (cercueil) |
| Fyter Fest                                       | 21 juillet 2021   | Guirlande, Texas                 | 0,44                              | 1.148                                  | Apparition spéciale venue de la New Japan Pro-Wrestling de Hikuleo - Débuts de Nick Gage et Chavo Guerrero Jr. - Britt Baker (c) contre Nyla Rose pour le championnat du monde féminin AEW - Jon Moxley (c) contre Lance Archer dans un match à mort au Texas pour l' IWGP United States Heavyweight Championship |
| Fight for the Fallen                             | 28 juillet 2021   | Charlotte, Caroline du Nord      | 0,45                              | 1.108                                  | Troisième événement annuel Fight for the Fallen . - Apparition spéciale du roi Haku - Lance Archer (c) contre Hikuleo pour le IWGP United States Heavyweight Championship - "The Painmaker" Chris Jericho contre Nick Gage dans un match sans règles |
| Homecoming                                       | 4 août 2021       | Jacksonville, Floride            | 0,46                              | 1.102                                  | Deuxième événement annuel des Retrouvailles . - Débuts de la Juventud Guerrera - Miro (c) contre Lee Johnson pour le AEW TNT Championship |
| Grand Slam                                       | 22 septembre 2021 | Queens, New York                 | 0,48                              | 1,273                                  | Le show se déroule au Arthur Ashe Stadium, il s'agissait des débuts de la AEW à New York et du record de fréquentation - Débuts sur le ring de Bryan Danielson - Dr. Britt Baker, DMD (c) contre Ruby Soho pour le championnat du monde féminin AEW |
| Anniversary Show                                 | 6 octobre 2021    | Philadelphie, Pennsylvanie       | À déterminer                      | À déterminer                           | Célébré le deuxième anniversaire de Dynamite . - Sammy Guevara (c) contre Bobby Fish pour le AEW TNT Championship - 2e match annuel du Casino Ladder Match |
| Saturday Night Dynamite                          | 16 octobre 2021   | Miami, Floride                   | À déterminer                      | À déterminer                           | Diffusion samedi de Dynamite (en raison de la couverture TNT de la saison 2021-22 de la LNH ). |
| Saturday Night Dynamite                          | 23 octobre 2021   | Orlando Floride                  | À déterminer                      | À déterminer                           | Diffusion samedi de Dynamite (en raison de la couverture TNT de la saison 2021-22 de la LNH ). |
| Première de Dynamite sur TBS                     | 5 janvier 2022    | À déterminer                     | À déterminer                      | À déterminer                           | Premier épisode de Dynamite sur son nouveau réseau domestique de TBS . Sera le premier programme de catch professionnel diffusé sur le réseau depuis le dernier épisode de WCW Thunder le 21 mars 2001. |